# 孫翊
孫 翊（そん よく）は、中国後漢末期の武将。字は叔弼。別名は孫儼。父は孫堅。兄は孫策・孫権。弟は孫匡・孫朗。妻は徐氏。子は孫松。

## 生涯
朱治によって孝廉に推挙された。せっかちな性格で、喜怒は心のままのことが多かったため、朱治は常に道義を説いて教え諭した。
建安5年（200年）、孫権とともに司空である曹操に招聘された。孫策が重体になると、張昭らは孫策の風を持っていた孫翊を推していたが、孫策は孫権を呼んで家督を継がせる。
建安8年（203年）、叔父である呉景の後任として偏将軍・丹陽太守に任じられた。翌建安9年（204年）、孫翊は元盛憲配下の嬀覧と戴員を重用したが、二人が辺洪と親交を結んだことを叱責したため、手を組んだ彼らによって暗殺された。
死後、妻の徐氏は下手人の辺洪に賞金を掛けた。